# C18H25N3O2
化学式C18H25N3O2（摩尔质量：315.41 g/mol）可能指：
- 沙格列汀，CAS号：361442-04-8
- L 702007，CAS号：139547-89-0

|  | 这个同类索引页列出了具有相同分子式的化学物（即同分異構體）条目。 除非您是有意链接至本页，否则应将相应条目的内部链接指向正确的条目。 |